# Arn Chorn-Pond
Arn Chorn-Pond (Battambang, 1966) es un activista por los derechos humanos camboyano, decidido a preservar la música del pueblo jemer tradicional.

## Biografía

### Juventud
Nacido en Battambang en 1966, Chorn-Pond proviene de una familia de intérpretes y músicos. Sus padres eran propietarios de una compañía de ópera, llamada Compañía de la Caridad Nacional, que actuaba en templos, teatros y otros edificios por toda Camboya. Por este motivo, su padre, su abuelo y su tío eran bastante conocidos en el país. Con seis o siete años, Chorn-Pond empezó a actuar en las funciones de la compañía".

### Sobreviviendo al régimen de Pol Pot
Cuando los Jemeres rojos tomaron el poder, en 1975, Chorn-Pond, junto con centenares de niños, fue enviado a Wat Ek Phnom, un templo budista cercano a Battambang, que había sido convertido en campo de prisioneros y donde el joven Chorn-Pond sobrevivió tocando la flauta y entreteniendo a los soldados.
En cinco días, un maestro enseñó a tocar la flauta a Chorn-Pond y cuatro niños más, así como a tocar el khim, un tipo de dulcémele camboyano. Estos chicos también aprendieron a tocar una canción de cuna tradicional conocida como bompay. Cuando acabó este periodo, Chorn-Pond y otro chico fueron escogidos para cantar canciones de propaganda a los guardianes del campo. Los otros tres niños y el maestro fueron asesinados. "Cuando trajeron otro maestro viejo para impartirnos más clases," recuerda Chorn-Pond, "les pedí que no lo mataran. Les dije que todavía no había aprendido bastante, ofreciéndome a morir yo en su lugar." En una visita a Camboya, en 1996, se volvió a reunir con este maestro.
En el templo, los Jemeres rojos mataban a tres o cuatro personas al día. A los niños les obligaban a mirar las ejecuciones, exigiendo que no mostraran ningún tipo de emoción. En caso contrario, los amenazaban con ser asesinados; si lloraban o mostraban preocupación por las víctimas, corrían el riesgo de sufrir la misma suerte.
Cuando las tropas vietnamitas invadieron Camboya, los niños que  había en Wat Ek Phnom fueron obligados a defender el régimen. Entregaron armas de fuego a los prisioneros, y los enviaron al frente. Quienes rehusaron, recibieron un disparo en la cabeza. En aquel momento Chorn-Pond tenía 12 años, pero alguno de sus compañeros sólo  tenía 8. En caso de que alguien intentara huir, era rápidamente ejecutado. Según Chorn-Pond, miles de niños fueron asesinados por los propios jemeres rojos por estos motivos, algunos de ellos buenos amigos suyos
Además, estos niños tenían que hacer frente a las tropas vietnamitas, probablemente las más veteranas de todo Indochina en aquel momento. A lo largo de muchos años habían hecho frente a los Estados Unidos en el marco de la segunda guerra de Indochina, motivo por el cual eran muy experimentadas. Las fuerzas combinadas de niños y adultos de los jemeres rojos sufrieron muchas bajas contra las fuerzas vietnamitas, y Chorn-Pond sufrió la muerte de muchos amigos. Chorn-Pond combatió entre dos y tres meses contra los vietnamitas.
Finalmente, el joven camboyano se escapó internándose en la jungla, donde sobrevivió varios meses en solitario. Allí  seguía a los monos, comiendo lo mismo que comieran ellos. Pescó  con sus propias manos, además de comer fruta y matar monos. A finales de la década de 1980 cruzó la frontera de Tailandia, donde un soldado tailandés lo encontró y lo llevó al campo de refugiados de Sa Kaeo. Allí  conoció el reverendo Peter L. Pond. Entonces, Chorn-Pond pesaba unos 27 kg y estaba muy enfermo. Sufría paludismo y estaba muy cerca de la muerte.
El reverendo Pond trajo Arn a Jefferson (Nuevo Hampshire), adoptándolo formalmente el 1984. En total, Pond adoptó dieciséis niños, la mayoría de ellos huérfanos, entre los que se encuentra el primer médico camboyano de Rhode Island, el doctor Soneath Pond.

### Educación y trabajo humanitario
Durante sus primeros meses en los Estados Unidos, Arn Chorn-Pond sufrió dificultades al ser uno de los primeros estudiantes no blancos en asistir al Instituto de Educación Secundaria White Mountains. En 1985 se graduó en la Gould Academy de Maine,  asistió a la Northfield Mount Hermon School y, posteriormente, a la Universidad de Brown, donde después de dos años dejó los estudios para fundar Children of War (Niños de la guerra), una organización dedicada a la ayuda a jóvenes que han sufrido los efectos de la guerra u otros traumas como el abuso infantil, la pobreza, el racismo o el divorcio. Desde su concepción, el 1984, hasta el 1988, Children of War educó un grupo de 150 personas de 21 países. Más de 100 000 estudiantes estadounidenses de 480 escuelas participaron en el programa. En 1992 Chorn-Pond recibió un graduado en ciencias políticas por el Providence College, y en 2007, la misma escuela le otorgó un doctorado honoris causa por su servicio humanitario.
Arn Chorn-Pond también ha sido director de los programas para la juventud de Lowell (Massachusetts), y desde el 2001 ha sido consultor especial en asuntos camboyanos de la organización Clear Path International.